# Olidiana signata
Olidiana signata är en insektsart som beskrevs av Zhang 1994. Olidiana signata ingår i släktet Olidiana och familjen dvärgstritar. Inga underarter finns listade i Catalogue of Life.